# Nuku (Sigave)
Nuku ist ein Dorf im Königreich Sigave, welches als Teil des französischen Überseegebiets Wallis und Futuna zu Frankreich gehört.

## Lage
Das Dorf liegt im Westen der Insel Futuna, die zu den Horn-Inseln im Pazifischen Ozean gehört. Nördlich von Nuku befindet sich Fiua, im Süden schließt sich Leava an. Nuku liegt an nur einer Straße entlang der Küste der Insel, das Inselinnere ist nicht besiedelt. Im nördlichen Teil des Dorfes befindet sich die Église de Sausau.

## Bevölkerung
Nach den aktuellen Bevölkerungszahlen vom 1. Januar 2023 leben 202 Menschen in Nuku, während es im Jahr 2008 noch 267 Menschen waren. Der Bevölkerungsrückgang von Wallis und Futuna zeichnet sich in jedem Dorf ab.